# Artistika
Cizím slovem artistika označujeme cirkusové a varietní umění, které je primárně založeno na mimořádných lidských schopnostech, nadprůměrných fyzických dovednostech a neobvyklých uměleckých postupech. Podstatou artistického umění je dokonalé zvládnutí určitých podskupin jednotlivých úkonů respektive různých dílčích artistických disciplín, např. :
- akrobacie
- ekvilibristika
- kouzelnictví
- žonglérství
- fireshow
- krasojízda na koni či jiném zvířeti
- domptérství (krocení zvířat)

## Odvozená slova
Umělci zabývající se tím druhem umění se nazývají artisté (muž: artista, žena: artistka).